# Phosphoribosylpyrophosphat
α-5'-Phosphoribosyl-1'-pyrophosphat (PRPP) ist eine chemische Verbindung. Es handelt sich um eine Ribose (ein Zucker), welche am Kohlenstoffatom 5 (C5) mit einer Phosphatgruppe, und am C1 mit einer Pyrophosphatgruppe substituiert ist. Phosphoribosylpyrophosphat tritt vor allem als Zwischenprodukt im Stoffwechsel auf, so zum Beispiel bei der Biosynthese der Purin- und Pyrimidinnukleotide.
Ferner wird es bei der Biosynthese von NAD+/NADP+ aus Nicotinsäure als Cosubstrat benötigt.
Phosphoribosylpyrophosphat reagiert mit Nicotinat, dem Anion der Nicotinsäure, zum Nicotinatmononucleotid unter Abspaltung von Pyrophosphat (PPi).
PRPP wird im Körper aus Ribose-5-phosphat und ATP oder deoxy-ATP synthetisiert. Die Katalyse der Reaktion übernimmt das Enzym Ribosephosphat-Pyrophosphokinase.